# Albertiny Reparatus
Albertiny Reparatus (Pozsony, 1777. május 17. – Ivánc, 1847. október 10.) ferences rendi pap, egyházi író.

## Élete
1797-ben lépett be a rendbe; 1801-be szentelték pappá. Élete legnagyobb részét Pesten töltötte, mint tábori lelkész. Idős korában Ivácon élt, ő volt a Sigray grófok házi lelkésze.

## Munkái
- Rede von dem Werth des Alters, und von unsern obliegenden Pflichten gegen dasselbe. Ofen, 1826